# Karl Heinrich Bornemann
Karl Heinrich Bornemann (* 9. September 1874 in Alsfeld; † 28. Dezember 1963 in Frankfurt am Main) war ein hessischer Politiker (SPD) und ehemaliger Abgeordneter des Landtags des Volksstaates Hessen in der Weimarer Republik.

## Familie
Karl Heinrich Bornemann war der Sohn des Schlossers Heinrich Bornemann und dessen Frau Catharine geborene Arnd. Karl Heinrich Bornemann, der evangelischen Glaubens war, heiratete am 20. August 1913 in Darmstadt Elisabeth Matha Helene geborene Wust.

## Ausbildung und Beruf
Karl Heinrich Bornemann studierte Staatswissenschaften in Berlin und arbeitete beim Berliner Tageblatt als Journalist. 1902/03 war er Sekretär des Handelsvertragsvereins für Südwestdeutschland, 1903/04 Hauptschriftleiter der Wormser Volkszeitung. Nach der Novemberrevolution 1918 wurde er Direktor der Staatskanzlei und später Ministerialrat im Staatsministerium. Karl Heinrich Bornemann war 1919 bis 1927 Mitglied des Landtags.